# ويليام ماسون (سياسي نيوزلندي)
ويليام ماسون (بالإنجليزية: William Mason)‏ هو مهندس معماري وسياسي نيوزلندي، ولد في 24 فبراير 1810، وتوفي في 22 يونيو 1897. انتخب عضو مجلس النواب نيوزيلندا.